# Maragogipe
Maragogipe est une municipalité brésilienne de l'État de Bahia et la microrégion de Santo Antônio de Jesus.
Elle a donné son nom à une variété de café, le maragogype.